# Emiliano Dumestre
Emiliano Dumestre Guaraglia (* 11. Februar 1987 in Colonia) ist ein uruguayischer Ruderer.
Der 1,86 Meter große Sportler erruderte im mit Rodolfo Collazo, Ángel García und Joe Reboledo besetzten Vierer den Sieg bei den Südamerikaspielen 2006 in Buenos Aires. Im Folgejahr nahm er an den Panamerikanischen Spielen 2007 teil. Vier Jahre später gewann er zudem bei den Südamerikaspielen im kolumbianischen Medellín gemeinsam mit Rodolfo Collazo Gold im Zweier. Im uruguayischen Vierer belegte er dort den Silbermedaillenrang. Bei seiner Teilnahme an den Panamerikanischen Spielen des Jahres 2011 blieb ihm ein Medaillengewinn jedoch versagt. 2012 nahm er unter anderem auch an den in Luzern und München ausgerichteten Ruder-Weltcups teil. Dort erreichte er mit Colazzo beim letztgenannten Wettbewerb im Zweier den 3. Platz des C-Finals.
Dumestre stand im Aufgebot der uruguayischen Mannschaft für die Olympischen Sommerspiele 2012. In London startete er mit Rodolfo Collazo im Leichtgewichts-Doppelzweier, erreichte das C-Finale und belegte den 16. Rang. Er nahm mit der uruguayischen Mannschaft an den Panamerikanischen Spielen 2015 in Toronto teil und belegte den 7. Platz.

## Auszeichnungen
Im Rahmen der Ehrungen der besten uruguayischen Sportler des Zeitraums 2009–2010 („Deportista del Año“) wurde er am 28. März 2011 seitens des Comité Olímpico Uruguayo im Teatro Solís gemeinsam mit Rodolfo Collazo als bester Sportler des Jahres 2010 in der Sparte „Rudern“ ausgezeichnet.